# 葡萄牙勃艮第王朝

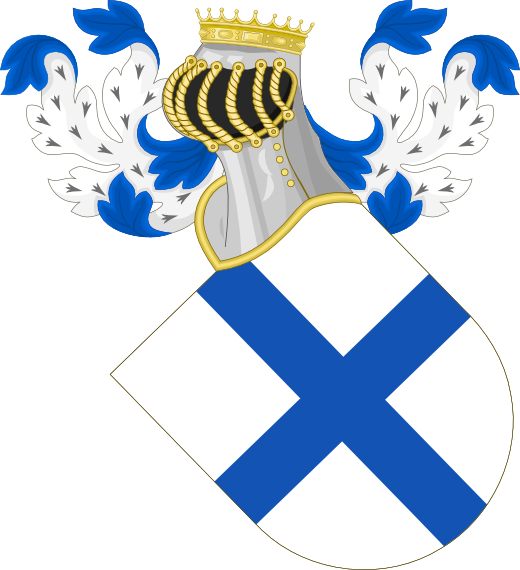
勃艮第的亨利的徽章

葡萄牙勃艮第王朝（葡萄牙語：Dinastia de Borgonha），又作阿方索王朝（葡萄牙語：Afonsina），是勃艮第王朝的一個分支，先祖是勃艮第的亨利，勃艮第公爵罗贝尔一世之子亨利的儿子和继承人，而後者在可继承公国之前死去。

## 历史

### 起源

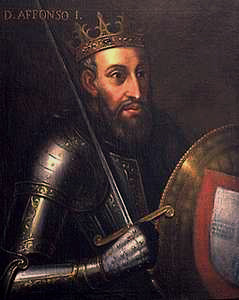
阿方索一世，第一个葡萄牙国王

年轻的亨利沒有太大机会继承任何土地或名銜，他因而在11世纪晚期加入了在伊比利亚半岛的收复失地运动。在征服了萊昂的阿方索六世所管治的加利西亚和葡萄牙北部的一部分之後，他和阿方索的私生女儿德蕾莎结婚，并给予葡萄牙作为一个萊昂王国下的封地。他的儿子，阿方索一世，在1128年的圣海梅战爭打败他的母亲后成为葡萄牙国王 。在1179年，教宗歷山三世认受葡萄牙为一个独立的国家， 而在当时，它也被所有天主教王国承认。

### 葡萄牙国王
阿方索一世成功地继续在伊比利亚半岛对摩爾人的收复失地运动。他的曾孙阿方索三世征服了阿尔加维和接受了葡萄牙和阿尔加维国王的頭銜。
葡萄牙的边界在1297年的阿爾卡尼伊塞斯條約被定义。阿方索三世之子迪尼什一世也同時开始开发王国的土地。

### 血統滅絕
在1383年，葡萄牙的比阿特丽斯公主和卡斯蒂利亞王位继承人胡安结婚。 在斐迪南一世（葡萄牙的比阿特丽斯公主的父亲）駕崩的那一年，王国进入了无政府状态，該時期也称1383年-1385年内戰，並同時受到被卡斯蒂利亚吞并的威脅。无政府状态时期在1385年结束，葡萄牙人在阿勒祖巴洛特战役取得胜利，阿維斯的若昂一世（佩德羅一世的私生子）开创了一个新的王朝，称阿維斯王朝。

## 勃艮第葡萄牙国王
1. 阿方索一世 - 征服者 -(1139-1185)
2. 桑丘一世 - 殖民者 -(1185-1211)
3. 阿方索二世 - 胖子 -(1211-1223)
4. 桑丘二世 - 虔诚的 -(1223-1248)
5. 阿方索三世 - 布洛涅人 -(1248-1279)
6. 迪尼什一世 - 农民 或 詩人 -(1279-1325)
7. 阿方索四世 - 勇敢者 -(1325-1357)
8. 佩德罗一世 - 残忍者 或 公正的 -(1357-1367)
9. 斐迪南一世 - 美男子 或 多变者 -(1367-1383)

## 徽章及名銜
| 徽章 | 标题         | 持有時間  |
| ---- | ------------ | --------- |
|      | 葡萄牙国王   | 1139-1383 |
|      | 阿尔加維国王 | 1139-1383 |
|      | 布洛涅伯爵   | 1216-1260 |

## 参見
- 葡萄牙君主列表
- 阿維斯王朝
- 葡萄牙歷史

| 前任： 無 原因：葡萄牙其時尚未獨立 | 葡萄牙及阿爾加維國王 | 繼任： 阿維斯王朝 |

## 脚注
1. ↑  António Henrique R. de Oliveira Marques, History of Portugal: From Lusitania to Empire, (Columbia University Press, 1972), 43.
2. ↑  The title Count of Boulogne was held by King Afonso III of Portugal, by marriage to Matilda II, Countess of Boulogne, from 1216 to 1260.